# Rómulo Otero
Rómulo Otero Vásquez (Caracas, 9 de novembro de 1992) é um futebolista venezuelano de ascendência colombiana que atua como meia-atacante. Atualmente joga no Nacional, do Uruguai.

## Carreira

### Início
Foi revelado pela equipe venezuelana do Caracas, e estava emprestado ao Huachipato, do Chile.

### Atlético Mineiro
Foi anunciado como novo reforço do Atlético Mineiro no dia 19 de julho de 2016, chegando sem custos e por empréstimo do Huachipato até a metade de 2017, com o passe fixado. O meia estreou com a camisa alvinegra no dia 4 de agosto, saindo do banco de reservas e entrando na vitória por 2 a 1 sobre o São Paulo, no Morumbi, em jogo válido pelo Campeonato Brasileiro. Seu primeiro gol marcado pelo Galo foi no dia 12 de setembro, numa derrota por 4 a 2 contra o Fluminense, fora de casa.

#### 2017
Assinou em definitivo com o clube mineiro no dia 4 de abril, fechando contrato até junho de 2020, tendo seu passe adquirido por 1,5 milhão de dólares.
Marcou um golaço do meio-campo contra o Coritiba, pelo Brasileirão, no dia 19 de novembro, em um jogo que terminou 3 a 0 para o Galo. Já na partida contra o Corinthians, fez um golaço de falta, uma de suas especialidades. O jogo terminou empatado em 2 a 2. Otero voltou a balançar as redes contra o Grêmio, marcando dois golaços de falta na última rodada do Campeonato Brasileiro, em uma partida que terminou com a vitória atleticana por 4 a 3.

#### 2018
Após terminar o ano de 2017 em alta, tendo marcado cinco gols nas ultimas três partidas do ano, Otero seguiu se destacando no inicio da temporada de 2018, distribuindo seis assistências nos primeiros sete jogos.
Na partida de ida das finais do Campeonato Mineiro, o venezuelano brilhou e distribuiu três assistências na vitória do Atlético sobre o Cruzeiro por 3 a 1.

### Al Wehda
Em maio de 2018 foi emprestado ao Al Wehda, na época comandado por Fábio Carille. Após marcar seis gols em 26 partidas pelo clube da Arábia Saudita, o meia retornou ao Atlético em junho de 2019.

### Corinthians
No dia 24 de agosto de 2020, Otero acertou com o Corinthians por empréstimo até junho de 2021. Fez sua estreia com a camisa do alvinegro paulista no dia 5 de setembro, pelo Campeonato Brasileiro, em um empate por 2 a 2 contra o Botafogo. Marcou seu primeiro gol pelo clube no dia 16 de setembro, numa vitória por 3 a 2 contra o Bahia, pelo Campeonato Brasileiro, na Neo Química Arena. Já no dia 13 de dezembro, marcou o gol que deu a vitória contra o São Paulo no clássico Majestoso.
Em 10 de junho de 2021, o atleta foi convocado pela Venezuela para jogar a Copa América, e não houve a renovação do empréstimo com a equipe paulista.

### Cruz Azul
No dia 5 de agosto de 2021, foi anunciado e oficializado como novo reforço do clube mexicano Cruz Azul.

### Aucas
Depois de uma passagem apagada pelo Fortaleza, Otero foi contratado pelo Aucas, do Equador, no dia 25 de março de 2023. Nesse ano, o meia disputou 31 jogos pela equipe equatoriana, com quatro gols marcados e quatro assistências distribuídas.

### Santos
Após semanas de negociações, acertou com o Santos no dia 29 de dezembro de 2023, assinando um pré-contrato de um ano. Realizou sua estreia no dia 20 de janeiro de 2024, saindo do banco e marcando um golaço que garantiu a vitória por 1 a 0 sobre o Botafogo-SP, em jogo válido pela primeira rodada do Campeonato Paulista. Já no dia 31 de março, foi de Otero o gol que garantiu o triunfo por 1 a 0 contra o Palmeiras, na Vila Belmiro, no jogo de ida na final do Campeonato Paulista.
Em sua primeira temporada pelo Peixe, Otero foi peça importante para o Santos na Série B, principalmente na reta final do torneio, sustentando não só a titularidade, mas participando com gols e lances que ajudaram o clube a conquistar o acesso e o título da competição. Ao todo, somando estadual e Brasileirão, foram 51 jogos, com oito gols e cinco assistências.

### Nacional
No dia 30 de dezembro de 2024, Rómulo Otero foi anunciado pelo Nacional, do Uruguai. O contrato do jogador com o clube uruguaio é válido por dois anos.

## Seleção Nacional
Estreou pela Seleção Venezuelana em 2013, contra a Argentina, numa derrota por 3 a 0 no Monumental de Núñez. Em 2016 foi convocado para a Copa América Centenário.
No dia 1 de outubro de 2020, foi convocado para as duas primeiras partidas das Eliminatórias da Copa do Mundo FIFA de 2022. Os jogos foram contra a Colômbia, no dia 9 de outubro, e contra o Paraguai, no dia 13 de outubro.

## Títulos
Caracas
- Campeonato Venezuelano: 2009–10
- Copa Venezuela: 2013

Atlético Mineiro
- Campeonato Mineiro: 2017

Santos
- Campeonato Brasileiro - Série B: 2024

Nacional
- Supercopa Uruguaya: 2025

### Prêmios individuais
- Seleção do Campeonato Mineiro: 2017 e 2018
- Prêmio Bola de Prata de gol mais bonito do Campeonato Brasileiro 2017
- Gol mais bonito do Campeonato Paulista: 2024